# James Tiptree junior

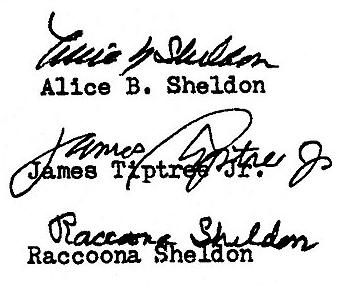
Unterschriften von Alice Sheldon und ihrer Pseudonyme

James Tiptree, Jr. (eigentlich Alice B. Sheldon; * 24. August 1915 in Chicago, Illinois; † 19. Mai 1987 in McLean in Virginia, USA) war eine US-amerikanische Schriftstellerin und Psychologin. Die Autorin benutzte zwischen 1968 und 1987 für die Veröffentlichung der meisten ihrer Science-Fiction-Kurzgeschichten sowie zweier SF-Romane das Pseudonym James Tiptree, Jr. Einige ihrer Erzählungen erschienen jedoch unter ihrem weiteren Pseudonym Raccoona Sheldon.
Besonders durch die inhaltlichen und stilistischen Leistungen ihrer Storys der 1970er Jahre gilt Alice Sheldon heute als eine der besten Kurzgeschichten-Autorinnen des Science-Fiction-Genres. Nach ihrem Pseudonym wurde der James Tiptree, Jr. Award benannt, der jedes Jahr für Werke der Science-Fiction oder Fantasy vergeben wird, die die Geschlechterrollen untersuchen und das Verständnis dafür erweitern.

## Leben

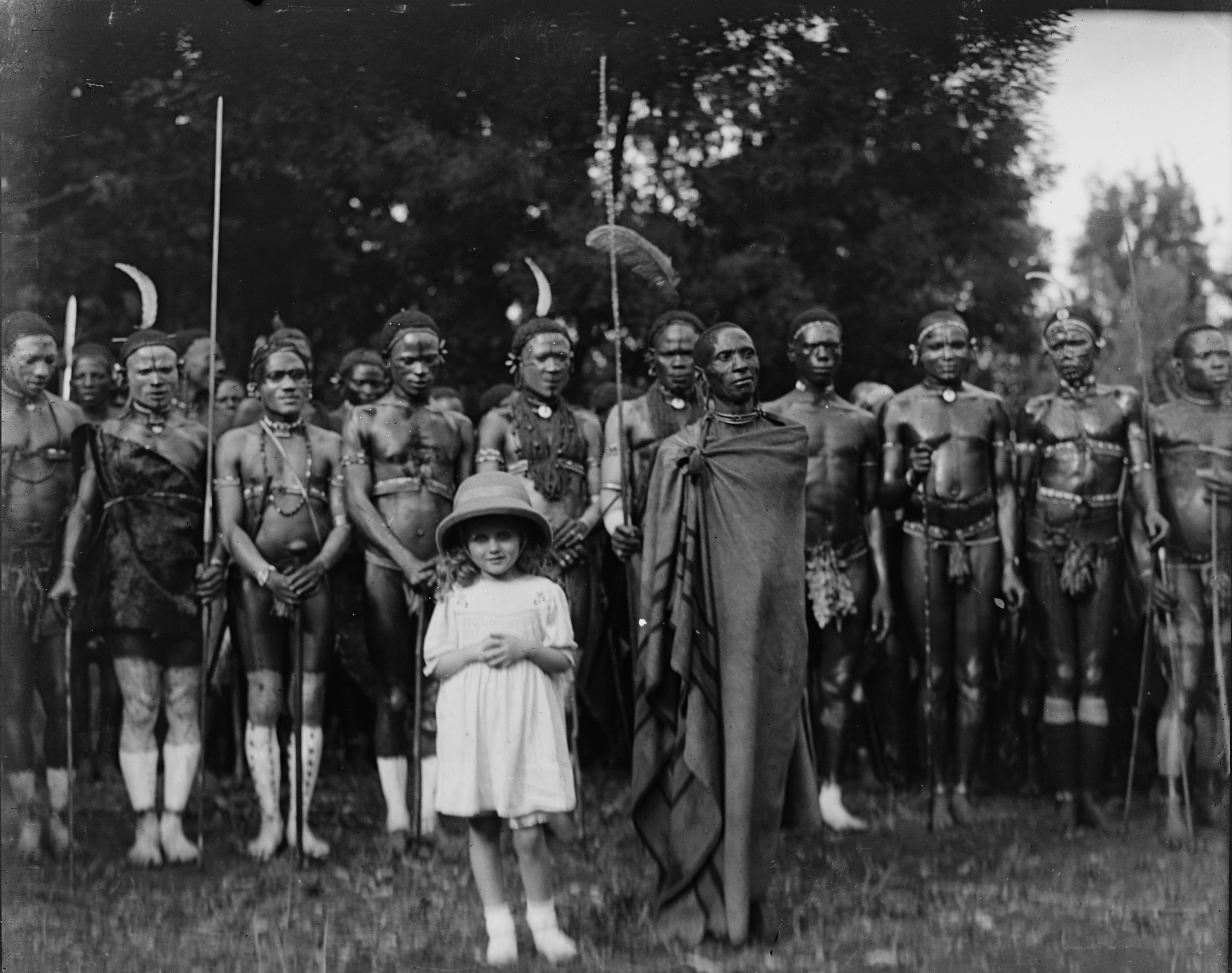
Alice Sheldon in Afrika mit Kikuyu Stammesmitgliedern

Alice Sheldon wurde als Tochter von Mary Hastings Bradley, einer produktiven Autorin – meist von Reiseliteratur – und Herbert Bradley, eines Anwalts, Afrika- und Naturforschers geboren. Von früh auf begleitete sie ihre Eltern bei Expeditionen nach Afrika, Indien und Asien, etwa auf einer Safari in den Jahren 1921–1922. In der Schule stand sie nach eigener Aussage eher am Rand und war unter Gleichaltrigen unbeliebt, jedoch nicht bei Erwachsenen, die sie aber langweilig fand. Ihre Interessen und Begabungen lagen anfangs bei der Bildenden Kunst, und sie begann zu zeichnen und zu malen. 1934, im Alter von 19 Jahren, heiratete Sheldon auf Anraten ihrer Mutter überstürzt einen Mann namens William Davey. Bei einer legalen, aber nach ihren Angaben von dem ausführenden Arzt verpfuschten Abtreibung verlor Alice Sheldon die Fähigkeit, Kinder zu bekommen. Sie konzentrierte sich weiter auf eine Karriere als Malerin und Zeichnerin, hatte bis etwa 1940 eine Reihe von Ausstellungen in angesehenen Galerien in den USA, kam aber schließlich zu der Überzeugung, „nicht gut genug“ für eine weitere Laufbahn als Künstlerin zu sein.
1941 ließ sich Sheldon wieder von William Davey scheiden und arbeitete für zwei Jahre als Kunstkritikerin für die Chicago Sun. 1942 trat sie in die U.S. Army ein; zu Beginn wurde sie der Luftaufklärung (Air Intelligence) zugeteilt. Während dieser Zeit war es wichtig für Alice Sheldon, mit weiblichen Offizieren zu tun zu haben, die ihr ein Vorbild sein konnten: Es gab viele Vorurteile, die den Dienst von Frauen in der Armee betrafen, und die ihnen zugewiesenen Tätigkeitsfelder wurden stark beschränkt. Sheldon wurde trotz solcher Einschränkungen die erste Frau, die in der Fotoaufklärung (Photo Intelligence) der Armee arbeiten konnte. 1943 teilte man sie der Army Intelligence zu, dem Nachrichtendienst der Armee. Die nachrichtendienstliche Tätigkeit brachte sie nach Europa, wo sie schließlich Huntington Sheldon traf, einen „blaublütigen Wall-Street-Drop-Out“, der den zweithöchsten Rang bei der europäischen Sektion des damaligen US-amerikanischen Geheimdienstes (American Intelligence) bekleidete. Die beiden heirateten 1945. 1946 wurde Alice Sheldon von der Armee im Rang eines Majors entlassen, während Huntington Sheldon in leitender Stellung beim Nachrichtendienst blieb; von den Anstrengungen des Krieges finanziell und emotional erschöpft und in die USA zurückgekehrt, begann das Paar, eine kleine Hühnerfarm zu betreiben. Gleichzeitig erschien Sheldons erste Kurzgeschichte The Lucky Ones – keine Science-Fiction – in der Zeitschrift The New Yorker.
Das Leben auf der Hühnerfarm endete 1952, als die Sheldons wegen ihrer nachrichtendienstlichen Erfahrung gefragt wurden, ob sie am Aufbau der neugegründeten CIA (Central Intelligence Agency) mitwirken wollten. Dies machte einen Umzug nach Washington notwendig, wo die neue Behörde anfangs in provisorischen Räumen untergebracht war. Zu ihrer Tätigkeit bei der CIA bemerkte Sheldon später einmal, dass sie ganz anders und viel unspektakulärer ausgesehen habe, als man sich gemeinhin Geheimdienstarbeit vorstelle.
Aber schon 1955 verließ Alice Sheldon die CIA wieder, zum einen Teil, weil ihr nicht gefiel, wohin sich die Behörde entwickelte, zum anderen Teil, weil sie Psychologie studieren wollte. Ihr Interesse an speziellen Tätigkeiten beim Geheimdienst hatte sich zwar nicht verringert, aber sie hatte das Gefühl, „nicht mehr zur CIA zu passen“, weil ihr Aufgabengebiet sich allmählich änderte. Diese Kündigung brachte aber Probleme mit sich, da ihr Mann weiter in der Führungsetage der CIA beschäftigt war, dort unter hohem Druck stand und auf die professionelle und emotionale Unterstützung seiner Frau zählte. Man versuchte, sie in ihrem Beruf zu halten. Alice Sheldon flüchtete buchstäblich, versteckte sich in einem kleinen Haus und machte sich mit all den Geheimdienstmethoden, über die sie nun verfügte, ein halbes Jahr lang für die CIA und ihren Mann unsichtbar. Als Huntington Sheldon sie schließlich aufspürte, musste er anerkennen, dass Alices Trennung vom Geheimdienst endgültig war; die Beziehung der beiden Eheleute vertiefte sich dabei jedoch.
1956, im Alter von 41 Jahren, entschied sich Alice Sheldon endgültig für ein Studium und schrieb sich an der American University ein, wo sie 1959 einen Abschluss als B.A. (Bachelor of Arts) erwarb. In diesem Jahr zogen die Sheldons nach McLean in Virginia, weil die CIA ihren Hauptsitz in das nahegelegene Langley verlegt hatte. In den folgenden Jahren arbeitete sie als Assistentin an der Universität. 1967 schließlich führte ihre wissenschaftliche Tätigkeit zu einer Promotion (Ph.D.) in experimenteller Psychologie, die sie von der George Washington University erhielt. Das Thema ihrer Doktorarbeit war „Die Reaktionen von Tieren auf neue Reize in verschiedenen Umgebungen“.
Aber Sheldon war sich unsicher, ob sie überhaupt als Psychologin arbeiten bzw. was sie überhaupt mit ihrem zukünftigen Leben anfangen wollte: “I’ve had too many experiences in my life of being the first woman in some damned occupation” (Isaac Asimov’s Science Fiction Magazine, April 1983). Während einer schlaflosen Nacht, verursacht durch den vorangegangenen Stress zur Erlangung ihres Doktortitels, begann sie zur Entspannung und Ablenkung, eine Science-Fiction-Geschichte zu schreiben. Kurze Zeit später entdeckte sie den Begriff „Tiptree“ auf einem Marmeladenglas, der laut Robert Silverberg auf Tiptree Heath in Essex (Großbritannien) verweist, ein Gebiet, in dem „die Bedingungen für den Anbau von Erd-, Him- und Johannisbeeren höchst günstig sind“. Im März 1968, 52 Jahre alt, verwendete Alice Sheldon erstmals das Pseudonym „James Tiptree, Jr.“ für die Veröffentlichung ihrer Kurzgeschichte Birth of a Salesman in der Zeitschrift Analog, das sie von nun an beibehielt.
In den folgenden Jahren erschienen regelmäßig neue Tiptree-Geschichten in verschiedenen Science-Fiction-Magazinen, die von Anfang an auf große Zustimmung und Bewunderung unter Fans und Herausgebern stießen, wegen ihres Erfindungsreichtums und ihrer stilistischen Qualitäten immer wieder Preise erhielten und ab 1973 in mehreren Sammelbänden und Anthologien erneut abgedruckt wurden. In einem Zeitraum von acht Jahren hatte Sheldon ungefähr 40 SF-Kurzgeschichten unter ihrem Pseudonym veröffentlicht, von denen heute etliche als Klassiker des Genres gelten können. John Clute schreibt dazu in Science Fiction – Die illustrierte Enzyklopädie: „Zwischen 1968 und 1976 publizierte sie etwa zwanzig Geschichten von echter Größe; es war einer der bedeutendsten Ausbrüche kreativer Energie, die die SF-Szene – oder jede andere – je erlebt hatte.“ Obwohl sie in der literarischen Form der Kurzgeschichte das ihr gemäße Ausdrucksmittel gefunden hatte, wagte sich Sheldon Mitte der siebziger Jahre – im Alter von 60 Jahren – erstmals an einen 300 Seiten starken Roman, der 1978 unter dem Titel Up the Walls of the World (Die Feuerschneise oder Die Mauern der Welt hoch) erschien und einige Motive vertiefte, die schon in den Kurzgeschichten angeschnitten worden waren. Ende der siebziger Jahre verschlechterte sich jedoch Sheldons Gesundheitszustand; sie erlitt Herzinfarkte, hatte mit blutenden Magengeschwüren und ernsten Depressionen zu kämpfen, die vermutlich durch ein biochemisches Ungleichgewicht in ihrem Körper ausgelöst wurden. Huntington Sheldon, der dreizehn Jahre älter war als seine Frau, erlitt Schlaganfälle und erblindete allmählich. Die Schriftstellerin wendete immer mehr Zeit für die Pflege ihres Mannes auf. Dennoch schrieb sie, wenn auch mit geringerem Output, weiter Kurzgeschichten. Ein zweiter Roman, Brightness Falls from the Air, folgte 1985.
Nachdem sich der Gesundheitszustand beider Eheleute zunehmend verschlechtert hatte, wählte das Ehepaar den Freitod. Am 19. Mai 1987, im Alter von 71 Jahren, erschoss Alice Sheldon mit einem Gewehr ihren 84-jährigen, inzwischen nahezu blinden und bettlägerigen Ehemann; dann richtete sie das Gewehr gegen sich selbst.

## James Tiptrees Science-Fiction
Zwischen 1968 und 1976–77, als die „Tarnung“ anlässlich des Todes ihrer Mutter aufflog, gelang es Alice Sheldon erfolgreich, ihr Geschlecht und – in geringerem Maß – ihr wahres Alter hinter dem Pseudonym „James Tiptree“ zu verbergen. Die Geschichten von Tiptree waren stilistisch einfallsreich und vielseitig, energiegeladen und kraftvoll, wirkten „jung“ im Ton, waren drastisch in ihren Details, lakonisch und gleichzeitig äußerst feinfühlig. Eine Story endete mit dem Ausblick auf die Ausrottung der gesamten Menschheit durch ein extra dafür hergestelltes Virus (The Last Flight of Doctor Ain), eine andere berichtete im Plauderton von unvorstellbaren körperlichen Verstümmelungen (Painwise). War die eine Geschichte pessimistisch oder tragisch eingefärbt (And I Awoke and Found Me Here on the Cold Hill’s Side, A Momentary Taste of Being), hatte die nächste schon wieder einen humorvollen, gelegentlich überschäumenden Ausdruck (Birth of a Salesman, All the Kinds of Yes, Angel Fix), obwohl sie sich oft um eine ganz ähnliche Thematik drehte. Das Aufsehen, das die Geschichten dieses plötzlich aufgetauchten Autors wegen ihrer literarischen Qualität und ihres von Mal zu Mal wechselnden Stils erregten, lässt sich auch an der Menge von Preisen ablesen, die Tiptree-Texte in den 1970er Jahren erhielten. Die Autorin trat nie in der Öffentlichkeit auf, gab keine Telefoninterviews, verkehrte aber immerhin brieflich über ein Postfach mit Verlagen und Science-Fiction-Fans, die ihr Fragen stellten, erwähnte auch durchaus wahre Details aus ihrem Leben, machte dabei aber nie Aussagen zu ihrem Geschlecht. Während dieser Zeit kursierten in der SF-Szene verschiedene Theorien über die wahre Identität des Autors, darunter auch die, Tiptree sei in Wirklichkeit eine Frau – eine Behauptung, die z. B. Robert Silverberg in einer berühmt gewordenen Fehleinschätzung „absurd“ nannte, weil seiner Meinung nach Tiptrees Texten etwas zutiefst „Maskulines“ zu eigen sei und sie deshalb auch nur von einem Mann geschrieben sein könnten. Einige Details in Sheldons/Tiptrees frühen Geschichten waren zudem dazu angetan, die Vermutung zu nähren, der Autor stände in Diensten der US-Regierung oder eines US-Geheimdienstes (was zu diesem Zeitpunkt aber schon lange nicht mehr auf Alice Sheldon zutraf). Das männliche Pseudonym, die Art, wie und worüber der vermeintliche Autor schrieb, sowie Andeutungen in den Geschichten und Briefen, dass es sich bei ihm um einen (Ex-)Geheimdienstler handele, führten offensichtlich dazu, dass fast niemand eine Frau hinter Tiptree vermutete.

### Das Fremde und Andere beschreiben
In dem kleinen US-amerikanischen SF-Fanzine Phantasmicom 9 vom Februar 1972 äußerte sich Tiptree/Sheldon folgendermaßen über seine/ihre damalige Weltsicht: „Das Leben wirft einen mitten unter Fremde, die seltsame Bewegungen machen, unerklärliche Liebkosungen und Drohungen verteilen; man drückt Knöpfe ohne Beschriftung und wird von unvorhergesehenen Ergebnissen überfallen; verschlüsseltes Geplapper, das wichtig klingt …“ In einem Brief an ihren Bekannten Mark Siegel wiederum beschrieb Alice Sheldon ein Kindheitserlebnis, das sie während einer Reise mit ihren Eltern in Indien hatte – es steht prototypisch für die den meisten Tiptree-Texten eigentümliche Verbindung von Drastik, Befremden und Feinfühligkeit: “One night I saw a man on the banks of the Ganges burning his dead mother. Not a great big fire – he couldn’t afford the wood, I guess – but with little sticks. The body wasn’t burning very well. He tried and tried, but finally he gave up and threw the bones in the Ganges. The river was a dark, muddy, great thing. But then he walked down the steps of the Sank into the river and seized her skull before it floated away, and prised out the gold teeth. This was an act of filial piety; this was mother’s request, to hand this valuable down to her offspring, and the fact that he had to pry them out of her skull was of course looked on quite differently there”.
Den Wunsch der Autorin, „etwas vom Geheimnis und der Fremdheit des Daseins zu vermitteln“, kann man in fast allen von Tiptrees Texten (Storys, Romanen, Briefen, Essays und autobiografischen Notizen) wahrnehmen. Ein mehrmals variiertes Thema in den frühen SF-Erzählungen etwa ist das Auftauchen von böswilligen Aliens, die die Menschen durch ihr Erscheinungsbild und Verhalten über ihre wahren Absichten täuschen, während sich die Menschen, geblendet und beeinflusst von ihren – sexuellen – Trieben oder vorgeprägten Wahrnehmungsschemata, völlig falsche Vorstellungen von den Motiven der Außerirdischen machen (Mamma Come Home, Help, Angel Fix; ein Nachklang davon findet sich aber auch – mit umgedrehten Vorzeichen – in der späten Geschichte Second Going). Manchmal sind die Motivationen und Verhaltensweisen der Tiptree-Aliens zwar nachvollziehbar und mit irdischem (pflanzlichem, tierischem, menschlichem) Leben vergleichbar, bleiben aber aufgrund der einfühlsamen Schilderung Sheldons, die entweder vollständig die Innenperspektive der Aliens einnimmt oder diese durch das Verhalten und die Umwelt der Aliens erahnbar macht, fremdartig und beunruhigend (Fault, On the Last Afternoon, Love Is the Plan the Plan Is Death). In anderen Storys beobachtet die Autorin kühl und distanziert die Reaktionen der emotional überforderten Menschen auf faszinierende und mächtige fremde Wesen oder ihre geheimnisvollen Hervorbringungen (And I Awoke and Found Me Here on the Cold Hill’s Side, A Momentary Taste of Being, Slow Music). In der harschen Geschichte The Screwfly Solution findet eine lautlose Invasion der Erde auf SF-untypische Weise statt, indem die – bis fast zum Schluss unsichtbar bleibenden – Aliens Pheromone in die Erdatmosphäre mischen, welche die Männer dazu veranlassen, fundamentalistische Sekten zu bilden, deren Ziel es ist, die nun von ihnen als unrein empfundenen Frauen auszurotten, wodurch die Männer unabsichtlich die Fortpflanzungskette der Menschheit durchschneiden. Am Ende der Geschichte bezeichnet eine in der Wildnis überlebende Frau eins der Aliens, das sie zufällig im Wald bei der Entnahme von Bodenproben beobachtet hat, lakonisch als „Grundstücksmakler“.
In dem stark mit parapsychologischen Motiven arbeitenden Roman Up the Walls of the World beschreibt die Autorin halb stoffliche, halb energetische rochenartige Flugwesen, die, weil sie ihr gesamtes Leben von Geburt an in den oberen Luftschichten des Planeten Tyree verbringen, über ein vollkommen anderes Selbstverständnis und Körperbild verfügen als die Erdbewohner, mit denen sie im Verlauf der Geschichte in telepathischen Kontakt treten. Bis hinein in persönliche Beziehungen, Geschlechterrollen und Redewendungen der Tyrenni („Beim Wind!“, „Mach dich rund wie ein Ei“) wird hier eine fremde, auf freiem Navigieren im Wind und telepathischer Kommunikation basierende Lebensweise nachempfunden. Der Roman endet mit einem transzendenten Weiterleben verschiedener nun körperloser, aber vernetzter Menschen- und Tyrenni-Seelen im Weltall. In der ironisch-temporeichen Kurzgeschichte Birth of a Salesman wiederum schildert Tiptree eine Art Handelsagentur oder Behörde, die irdische Firmen bei allen auftretenden Schwierigkeiten beim interplanetarischen Handel berät; diese Schwierigkeiten entstehen fast immer daraus, dass bestimmte Eigenschaften der menschlichen Produkte wie etwa Farb- und Geruchsspektren oder Verpackungsformen von außerirdischen Rassen vollkommen anders wahrgenommen werden und zu unvorhergesehenen Reaktionen führen können – die Story wirkt fast wie eine Screwball-Filmkomödie im Weltraum der Zukunft.
Bemerkenswert ist auch die Geschichte Der Kerl, den die Türen grüßten (engl.: The Man Doors Said Hello To). Sie handelt von einem obskuren, mutmaßlich außerirdischen Agenten, dessen geheime Mission das Ziel einschließt, Menschen durch scheinbar absurde Interventionen vor allerlei Missgeschick zu bewahren. Ein Netzwerk aus in der Alltagswelt „versteckten“ Ressourcen hilft ihm dabei. So existiert z. B. auf hohen Mauer- und Fenstersimsen in Straßen, die zwei „r“ im Namen haben, eine Art von Geld-Tauschbörse.

### Feminismus und Gewalt
Ein wiederkehrendes Thema ist die menschliche – und das bedeutet bei Tiptree fast immer: männliche – Gewaltbereitschaft, speziell die Gewalt, die nach Meinung der Autorin am Grund der Sexualität verborgen liegt (Houston, Houston, Do You Read?, Your Faces, O My Sisters! Your Faces Filled of Light!, The Screwfly Solution, With Delicate Mad Hands, We Who Stole the “Dream”). Diese latent vorhandene Gewalt manifestiert sich in Tiptree-Erzählungen in Vergewaltigungen, Kindstötungen oder einer abschätzigen, unsensiblen Unterdrückung der Frauen durch Männer, die sich hinter allgemein akzeptierten Wertvorstellungen in den dargestellten menschlichen Gesellschaften versteckt. Mehrmals schildert die Autorin militärisch-männliche Bürokratien und hierarchische Befehlsstrukturen mit erkennbarer Abneigung und Sarkasmus: Der das US-Raumfahrtprogramm leitende Army-General in der Geschichte Second Going, die das Zusammentreffen von amerikanischen Astronauten mit friedlich-fröhlichen Außerirdischen (in der Form von bläulichen Oktopussen) zum Thema hat, trägt bei Sheldon etwa den Namen Streiter. Auch hier jedoch verbergen die Aliens ihre in Wahrheit nicht sehr altruistischen Ziele vor der erlösungshungrigen Menschheit, womit Sheldon gleichzeitig das Abdriften der Geschichte in ein simples Schwarz-Weiß-Schema verhindert. In einer ihrer bekanntesten Storys, The Women Men Don’t See (1973), tauschen zwei Menschenfrauen die schal gewordene Herrschaft der Menschenmänner klaglos gegen eine spontane Reise mit Aliens ein, die sie nach einem Besuch auf der mexikanischen Halbinsel Yucatán mitnehmen. Die Autorin benutzt hier – stark verfremdet und wie nebenbei – das alte Motiv des Frauenraubs durch außerirdische „bug-eyed monsters“ (glotzäugige Monster), das man z. B. oft auf den Titelseiten von frühen Pulp-SF-Magazinen abgebildet findet, und deutet es inhaltlich vollkommen um: Der Ich-Erzähler, ein älterer Mann, kann die Bereitwilligkeit der beiden Frauen, die Erde und die menschliche Gesellschaft in der Begleitung vollkommen unbekannter Wesen zu verlassen, nicht verstehen.
In manchen von Tiptrees Storys scheint es, als seien Frauen und Männer Angehörige zweier verschiedener Rassen, zwischen denen Verständigung nur selten und eher in psychischen Ausnahmezuständen glückt; in anderen Storys gibt es anfangs ein friedliches Zusammenleben der Geschlechter, das dann zunehmend zerbricht (The Screwfly Solution). In Up the Walls of the World schließlich wirken die telekinetischen Fähigkeiten und die Migräneanfälle der farbigen Computerspezialistin Margaret Omali wie eine Sublimation oder Reaktion ihres Körpers auf eine grausame Klitorisbeschneidung im Kindesalter – genauso wie ihre Hinwendung zur „unpersönlichen“ mathematischen Logik des Computers. Margaret Omali ist es denn auch, die am bereitwilligsten unter allen im Roman geschilderten Personen ihre körperliche Existenz auf der Erde für ein symbiotisches Weiterleben als Geistwesen im Inneren eines riesigen feinstofflichen „Weltraumtiers“ eintauscht, in dem körperliche Berührungen und Verletzungen durch andere anwesende Menschen- und Aliengeister gar nicht mehr möglich sind. Besonders die Gestalt der Margaret Omali (1978) sowie die Geschichte The Girl Who Was Plugged In (1973), in der ein hässliches Mädchen („Der Hässlichsten eine. Ein kolossales Denkmal für Drüsenfehlfunktion. Kein Chirurg würde sie anrühren.“) für einen Medienkonzern mit ihrem Gehirn einen Avatar in Gestalt eines hübschen Mädchens fernsteuert, weisen bereits auf den Cyberpunk in der SF der 1980er Jahre voraus.

### Verlorenheit in der Zeit
Einige Geschichten Tiptrees beschäftigen sich mit ungewollten oder unvorhersehbar verlaufenden Zeitsprüngen (Forever to a Hudson Bay Blanket, The Man Who Walked Home, Houston, Houston, Do You Read?, Backward, Turn Backward), die zum Sinnbild eines menschlichen Exils in der Zeit werden. In The Man Who Walked Home beispielsweise gerät Major Delgano infolge einer Explosion während eines Zeitreiseexperiments in eine Art zeit-räumliche Ellipsenbahn, die ihn 50.000 Jahre aus dem gewohnten Zeitablauf in die Zukunft katapultiert und den Major bei seinem Versuch, zur „gegenwärtigen“ Erde zurückzukehren, während der folgenden Jahrhunderte in jährlichem Abstand nur jeweils sekundenlang als fremdartige Erscheinung an der Unfallstelle auftauchen lässt. Der Kontrast zwischen diesem kurzen, von Heulen und Donnern begleiteten Aufblitzen eines wie im Sturz eingefrorenen menschlichen Körpers, das von den Menschen jahrhundertelang für die Erscheinung eines Monsters oder Geistes gehalten wird, und den Veränderungen der Umgebung des Unfallkraters, in der sich – nach der durch die anfängliche Explosion ebenfalls ausgelösten weltweiten Katastrophe – langsam neue Menschengruppen ansiedeln und wieder wegziehen, in der Städte wachsen und gesellschaftliche Strukturen sich wieder bilden, während in Delganos subjektiver Zeit nur Sekunden vergehen, macht die radikale Einsamkeit und Tragik des Protagonisten deutlich. Tiptree schildert es mitfühlend, trocken und in getragenem Rhythmus. Zum Schluss wird von den örtlichen Honoratioren ein Gedenkstein aufgestellt, dessen Inschrift so beginnt: „An dieser Stelle erscheint einmal im Jahr die Gestalt des Majors John Delgano, des ersten und einzigen Menschen, der durch die Zeit reist.“
Themen, die Sheldon in den achtziger Jahren zunehmend beschäftigten, waren schließlich körperliche Gebrechlichkeit, Alter und Tod. Dass der Tod oder Übergänge in einen anderen geistig-körperlichen Zustand jedoch schon immer die Fluchtpunkte ihrer Erzählungen waren, hat John Clute angemerkt: “Almost every story collected in Her Smoke Rose Up Forever ends in death, literal or metaphorical, experienced or nigh.”  Über das Alter und die psychischen und körperlichen Veränderungen, die es mit sich bringt, hatte die Schriftstellerin noch unter dem Schutz ihres Pseudonyms in dem Essay Going Gently Down durchaus optimistisch geschrieben: „Wenn man an die Sechzig erreicht hat, ist, denke ich mir, das Hirn zu einem Schauplatz unglaublicher Resonanzen geworden. Es ist vollgepackt mit Leben, Geschichte, Vorgängen, Mustern, halb-gesichteten Analogien zwischen unzähligen Ebenen … Ein Grund, warum alte Leute langsam antworten, ist der, dass jedes Wort und jede Wahrnehmung tausend Bezüge weckt. Wie, wenn man das freisetzen, wenn man das offenlegen könnte? Wenn man Ego und Status fahrenlassen, alles fahren- und fallenlassen und den Kopf in den Wind halten, mit den trüber werdenden Sinnen nach dem spüren könnte, was da draußen ist und wächst.“

## Auszeichnungen
- Nebula Award
  - 1973 für die beste Kurzgeschichte Love Is the Plan the Plan Is Death
  - 1976 für den besten Kurzroman Houston, Houston, Do You Read?
  - 1977 für die beste Erzählung The Screwfly Solution

- Hugo Award
  - 1974 für den besten Kurzroman The Girl Who Was Plugged In
  - 1977 für den besten Kurzroman Houston, Houston, Do You Read?

- World Fantasy Award
  - 1987 für die beste Erzählsammlung Tales of the Quintana Roo

- Locus Award
  - 1984 für die beste Kurzgeschichte Beyond the Dead Reef
  - 1986 für den besten Kurzroman The Only Neat Thing to Do

- Science Fiction Chronicle Award
  - 1986 für den besten Kurzroman The Only Neat Thing to Do

- Jupiter Award
  - 1977 für den besten Kurzroman Houston, Houston, Do You Read?

- Seiun Award
  - 1988: The Only Neat Thing to Do
  - 2000: Out of the Everywhere
  - 2008: Brightness Falls from the Air
  - 2017: Backward, Turn Backward

- Science Fiction Hall of Fame
  - 2012 aufgenommen[8]

## Werke

### Romane
- Up the Walls of the World, 1978 (dt. Die Feuerschneise, Heyne 1980, später erneut als Die Mauern der Welt hoch, Septime 2016)
- Brightness Falls from the Air, 1985 (dt. Helligkeit fällt vom Himmel, Septime 2018 )

### Erzählungen und Erzählsammlungen
Die Jahreszahlen beziehen sich auf die jeweilige Erstveröffentlichung
- 1968
  - Birth of a Salesman, Kurzgeschichte (dt. Geburt eines Handlungsreisenden, 1976)
  - Fault, Kurzgeschichte (dt. Fehler, 1981)
  - Parimutuel Planet, Novelette (später auch unter dem Titel Faithful to Thee, Terra, in Our Fashion veröffentlicht; dt. Treu Dir, Terra, auf unsere Art, 1975)
  - Pupa Knows Best, Novelette (später auch unter dem Titel Help veröffentlicht; dt. Hilfe!, 1976)
  - The Mother Ship, Novelette (später auch unter dem Titel Mamma Come Home veröffentlicht; dt. Mama kommt nach Hause, 1976)
  - The Man Doors Said Hello To, Kurzgeschichte (dt. Der Kerl, den die Türen grüßten, 1975)

- 1969
  - Beam Us Home, Kurzgeschichte (dt. Beam uns nachhaus, 1976; Beam uns nach Hause, 1987)
  - Your Haploid Heart, Novelette (dt. Zu Feinden geboren, 1974; Dein haploides Herz, 1987)
  - The Last Flight of Doctor Ain, Kurzgeschichte, überarbeitet 1974 (dt. Dr. Ains letzter Flug, 1981)
  - The Snows Are Melted, The Snows Are Gone, Novelette (dt. Der Schnee ist geschmolzen, der Schnee ist fort, 1975)

- 1970
  - I’m Too Big But I Love to Play, Novelette (dt. Ich bin zu groß, aber ich spiele gern, 1975)
  - Last Night and Every Night, Kurzgeschichte (dt. Diese Nacht und alle Nächte, 1999)
  - The Night-Blooming Saurian, Kurzgeschichte (dt. Nachts blüht der Saurier, 1981)

- 1971
  - And So On, And So On, Kurzgeschichte (dt. Der Mensch mag kommen oder gehn, doch …, 1984; Und so weiter, und so weiter, 1987)
  - And I Awoke and Found Me Here on the Cold Hill’s Side, Kurzgeschichte (dt. Und ich erwachte und fand mich hier am kalten Berghang, 1975)
  - I’ll Be Waiting for You When the Swimming Pool Is Empty, Kurzgeschichte (dt. Wer rastet, der rostet, 1976)
  - Mother in the Sky with Diamonds, Novelette (dt. Mutter im Himmel – mit Diamanten, 1975; SOS im Weltraum, 1975)
  - Painwise, Novelette (dt. Schmerzerfahren, 1975)
  - The Peacefulness of Vivyan, Kurzgeschichte (dt. Die Friedfertigkeit Vivyans, 1976)

- 1972
  - Filomena & Greg & Rikki-Tikki & Barlow & the Alien, Novelette (später auch unter dem Titel All the Kinds of Yes veröffentlicht; dt. All die schönen Jas, 1981)
  - Amberjack, Kurzgeschichte (dt. Amberjack, 1981)
  - And I Have Come Upon This Place by Lost Ways, Novelette (dt. Und irrend hab ich dies gefunden, 1981)
  - Forever to a Hudson Bay Blanket, Kurzgeschichte (dt. Ein Leben für eine Decke der Hudson Bay Company, 1975)
  - On the Last Afternoon, Kurzroman (dt. Am letzten Nachmittag, 1981)
  - The Man Who Walked Home, Kurzgeschichte (dt. Der Zeitläufer, 1975; Der Mann, der sich auf den Heimweg machte, 1976)
  - The Milk of Paradise, Kurzgeschichte (dt. Paradiesmilch, 1981)
  - Through a Lass Darkly, Kurzgeschichte (dt. Ein Kommen, ein Gehen, 1981)

- 1973
  - Love Is the Plan the Plan Is Death, Kurzgeschichte (dt. Liebe ist der Plan, der Plan ist Tod, 1981)
  - The Girl Who Was Plugged In, Novelette (dt. Das ein- und ausgeschaltete Mädchen, 1981)
  - The Women Men Don’t See, Novelette (dt. als Die unscheinbaren Frauen in 30 Jahre The Magazine of Fantasy and Science Fiction, München 1981; Frauen, die man übersieht in PERSPEKTIVENWECHSEL No2: Frauen! Starke Erzählungen über das starke Geschlecht, Septime Verlag, 2010)
  - Ten Thousand Light-Years from Home, Sammlung mit 15 bereits vorher veröffentlichten Erzählungen und einer Einführung von Harry Harrison (dt. ohne Harrisons Einführung in zwei Teilen als 10000 Lichtjahre von zuhaus, 1975, und Beam uns nachhaus, 1976; Gesamtausgabe mit einem Nachwort von Gardner Dozois unter dem Titel 10000 Lichtjahre von Zuhaus, 1987)

- 1974
  - Angel Fix, Novelette unter dem Namen Raccoona Sheldon (dt. Nur für gute Menschen, 1979; Ein sauberer Deal, 1989)
  - Her Smoke Rose Up Forever, Novelette (dt. Ihr Rauch stieg auf ewiglich, 1984; Ihr Rauch stieg ewig auf, 1987)

- 1975
  - A Momentary Taste of Being, Kurzroman (dt. Ein flüchtiges Seinsgefühl, 1980 und 1987)
  - Warm Worlds and Otherwise, Sammlung mit 12 bereits vorher veröffentlichten Erzählungen und einer Einführung von Robert Silverberg (dt. ohne die Erzählung The Women Men Don’t See als Warme Welten und andere, 1981)

- 1976
  - Beaver Tears, Kurzgeschichte unter dem Namen Raccoona Sheldon (dt. Bibertränen, 1989)
  - Houston, Houston, Do You Read?, Kurzroman (dt. Houston, Houston, hört Ihr mit?, 1982; Houston, Houston, bitte melden!, 1987)
  - She Waits for All Men Born, Kurzgeschichte (dt. Sie wartet auf alle geborenen Menschen, 1987)
  - The Psychologist Who Wouldn’t Do Awful Things to Rats, Novelette (dt. Der Psychologe, der keine Ratten quälen wollte, 1981 und 1987)
  - Your Faces, O My Sisters! Your Faces Filled of Light!, Kurzgeschichte unter dem Namen Raccoona Sheldon (dt. Eure Gesichter, meine Schwestern! Eure strahlenden Gesichter!, 1989)

- 1977
  - The Screwfly Solution, Kurzgeschichte unter dem Namen Raccoona Sheldon (dt. Schmeißfliegen, 1983; Operation Goldfingerfliege, 1988; Die Goldfliegen-Lösung, 1989; Die Screwfly Solution, 2012)
  - Time-Sharing Angel, Kurzgeschichte (dt. Geteiltes Leid, 1989; Der Teilzeitengel, 2012)

- 1978
  - We Who Stole the “Dream”, Novelette (dt. Wir haben den „Traum“ gestohlen, 1989; Wer den Traum stiehlt, 2012)
  - Star Songs of an Old Primate, Sammlung mit 7 bereits vorher veröffentlichten Erzählungen und einer Einführung von Ursula K. Le Guin (dt. Sternenlieder eines alten Primaten, 1987)

- 1980
  - A Source of Innocent Merriment, Kurzgeschichte (dt. Eine Quelle unschuldiger Freude, 1989; Ein Quell unschuldiger Freude, 2012)
  - Slow Music, Kurzroman (dt. Sphärenklänge, 1989; Coda, 2012)

- 1981
  - Excursion Fare, Novelette (dt. Zu einem Preis, 2012)
  - Lirios: A Tale of the Quintana Roo, Novelette (später auch unter dem Titel What Came Ashore at Lirios veröffentlicht; dt. als Lirios: Eine Erzählung von Quintana Roo in Isaac Asimov’s Science Fiction Magazin. 16. Folge, München 1982)
  - Out of the Everywhere, Novelette (dt. Jenseits von irgendwo, 1982; Aus dem Überall, 1989)
  - With Delicate Mad Hands, Kurzroman (dt. Mit zarten irren Händen, 1989)
  - Out of the Everywhere, and Other Extraordinary Visions, Sammlung mit acht bereits vorher veröffentlichten und den zwei neuen Erzählungen Out of the Everywhere und With Delicate Mad Hands (dt. Aus dem Überall und andere seltsame Visionen 1989)

- 1982
  - The Boy Who Waterskied to Forever, Kurzgeschichte (dt. als Das Tor zur Vergangenheit in Mythen der nahen Zukunft – The Magazine of Fantasy and Science Fiction. 68. Folge, München 1984)

- 1983
  - Beyond the Dead Reef, Novelette (dt. als Hinterm Totenriff in Nacht in den Ruinen – The Magazine of Fantasy and Science Fiction. 69. Folge, München 1984)

- 1985
  - All This and Heaven Too, Novelette (dt. All dies und den Himmel dazu, 1999, Hölle, wo ist dein Sieg?, 2012)
  - Morality Meat, Novelette unter dem Namen Racoona Sheldon (dt. Fleisch, 1999; Von Fleisch und Moral, 2012)
  - The Only Neat Thing to Do, Kurzroman
  - Byte Beautiful: 8 Science Fiction Stories, Sammlung mit sieben bereits vorher veröffentlichten Erzählungen und einer Einführung von Michael Bishop

- 1986
  - Collision, Kurzroman
  - Good Night, Sweethearts, Kurzroman
  - Our Resident Djinn, Kurzgeschichte (dt. Der residierende Teufel, 1999)
  - The Starry Rift, Sammlung dreier lose miteinander verbundener, bereits vorher veröffentlichter Erzählungen
  - Tales of the Quintana Roo, Sammlung mit drei bereits vorher veröffentlichten Erzählungen, die auf der Halbinsel Yucatán spielen

- 1987
  - In Midst of Life, Novelette (dt. Mitten im Leben, 1999)
  - Second Going, Novelette (dt. Das Rätsel der Oktopusse, 1988; Non Angli Sed Angeli, 1999)
  - Yanqui Doodle, Novelette (dt. Yanqui Doodle, 1999)

- 1988
  - Backward, Turn Backward, Kurzroman (dt. Zurück! Dreh’s zurück!, 1999)
  - Come Live with Me, Novelette (dt. Komm, leb mit mir, 1999)
  - The Earth Doth Like a Snake Renew, Novelette (dt. Schlangengleich erneuert die Erde sich, 1999)
  - The Color of Neanderthal Eyes, Kurzroman (dt. Die Farbe von Neandertaleraugen, 1990)
  - Crown of Stars, Sammlung mit neun bereits vorher veröffentlichten und der neuen Erzählung Come Live with Me (dt. Die Sternenkrone, 1999)

- 1990
  - Her Smoke Rose Up Forever, Sammlung mit 18 bereits vorher veröffentlichten Erzählungen und einer Einführung von John Clute

- 1996
  - Neat Sheets: The Poetry of James Tiptree, Jr., Sammlung mit 19 vorher unveröffentlichten Gedichten, einem kleinen Theaterstück sowie einer Einführung von Karen Joy Fowler

- 2000
  - Meet Me at Infinity, Sammlung mit acht Erzählungen, 35 Essays und Artikeln sowie einer Einführung von Jeffrey D. Smith; enthält die zwei bisher unveröffentlichten Kurzgeschichten The Trouble Is Not in Your Set und Trey of Hearts

### Deutsche Ausgaben
Nahezu die gesamte Science-Fiction Alice Sheldons wurde ins Deutsche übersetzt und – teils mit erheblicher Verzögerung – in Taschenbüchern veröffentlicht. Mit der Ausnahme der Romane Die Feuerschneise (bzw. Die Mauern der Welt hoch) und Helligkeit fällt vom Himmel handelt es sich bei allen in Deutschland erschienenen SF-Bänden um Erzählsammlungen. Welche Geschichten in welchem deutschen Band enthalten sind, lässt sich den oben angegebenen Jahreszahlen der deutschen Veröffentlichung entnehmen. Wenn einzelne Geschichten in deutschen Tiptree-Bänden fehlen, sind diese meist separat in Anthologien erschienen; im betreffenden Fall wird dies oben angeführt.
- 10000 Lichtjahre von zuhaus. Wilhelm Heyne Verlag, München 1975, ISBN 3-453-30329-6
- Beam uns nachhaus. Wilhelm Heyne Verlag, München 1976, ISBN 3-453-30380-6
- Die Feuerschneise. Wilhelm Heyne Verlag, München 1980, ISBN 3-453-30652-X
- Warme Welten und andere. Wilhelm Heyne Verlag, München 1981, ISBN 3-453-30724-0
- Sternenlieder eines alten Primaten. Wilhelm Heyne Verlag, München 1987, ISBN 3-453-00974-6
- 10000 Lichtjahre von Zuhaus. Wilhelm Heyne Verlag, München 1987, ISBN 3-453-00411-6
- Aus dem Überall und andere seltsame Visionen. Wilhelm Heyne Verlag, München 1989, ISBN 3-453-03481-3
- Die Sternenkrone. Wilhelm Heyne Verlag, München 1999, ISBN 3-453-13999-2
- Die Mauern der Welt hoch. Septime Verlag, Wien 2016, ISBN 978-3-902711-46-5 (Neuübersetzung von Bella Wohl)
- Helligkeit fällt vom Himmel. Septime Verlag, Wien 2018, ISBN 978-3-902711-47-2 (Übersetzung von Andrea Stumpf)

#### Deutsche Neuausgabe
Neuausgabe der Erzählungen in Neuübersetzungen, sieben Bände: James Tiptree Jr. – Sämtliche Erzählungen ab 2011 im Septime Verlag, Wien
Bereits erschienen:
- Band 1: Doktor Ain. Septime Verlag, Wien 2014, ISBN 978-3-902711-23-6 (Neuübersetzungen von Elvira Bittner, Laura Scheifinger, Andrea Stumpf, Samuel Wohl, Margo Jane Warnken und Frank Böhmert)
- Band 2: Liebe ist der Plan. Septime Verlag, Wien 2015, ISBN 978-3-902711-37-3 (Neuübersetzungen von Frank Böhmert, Laura Scheifinger, Elvira Bittner, Andrea Stumpf, Samuel N. D. Wohl, Eva Bauche-Eppers, Sabrina Gmeiner und Margo Jane Warnken)
- Band 3: Houston, Houston!. Septime Verlag, Wien 2013, ISBN 978-3-902711-07-6 (Neuübersetzungen von Bella Wohl, Laura Scheifinger, Andrea Stumpf, Samuel Wohl, Michael Preissl und Frank Böhmert)
- Band 4: Zu einem Preis. Septime Verlag, Wien 2012, ISBN 978-3-902711-06-9 (Neuübersetzungen von Christiane Schott-Hagedorn, Frank Böhmert, Sebastian Wohlfeil und Michael Preissl)
- Band 5: Quintana Roo. Septime Verlag, Wien 2011, ISBN 978-3-902711-04-5 (Neuübersetzungen der drei Quintana Roo-Geschichten von Frank Böhmert, mit einem Nachwort von Anne Koenen: Struck by Mayaphilia. James Tiptree Jr.s Geschichten aus dem Quintana Roo)
- Band 6: Sternengraben. Septime Verlag, Wien 2014, ISBN 978-3-902711-29-8 (Neuübersetzungen von Frank Böhmert, Eva Bauche-Eppers und Laura Scheifinger)
- Band 7: Yanqui Doodle. Septime Verlag, Wien 2015, ISBN 978-3-902711-33-5 (Neuübersetzungen von Andrea Stumpf, Elvira Bittner, Margo Jane Warnken, Eva Bauche-Eppers und Laura Scheifinger)

Ebenfalls erschienen:
Wie man die Unendlichkeit in den Griff bekommt. Essays, Briefe & Gedichte. Septime Verlag, Wien 2016, ISBN 978-3-902711-42-7 (aus dem Amerikanischen von Elvira Bittner, Andrea Stumpf, Sabrina Gmeiner, Bastian Schneider, Michael Preissl und Margo Jane Warnken)